# Phlojodicarpus baicalensis
Phlojodicarpus baicalensis är en flockblommig växtart som beskrevs av Mikhail Grigoríevič Popov. Phlojodicarpus baicalensis ingår i släktet Phlojodicarpus och familjen flockblommiga växter. Inga underarter finns listade i Catalogue of Life.